# 滑铁卢酒店

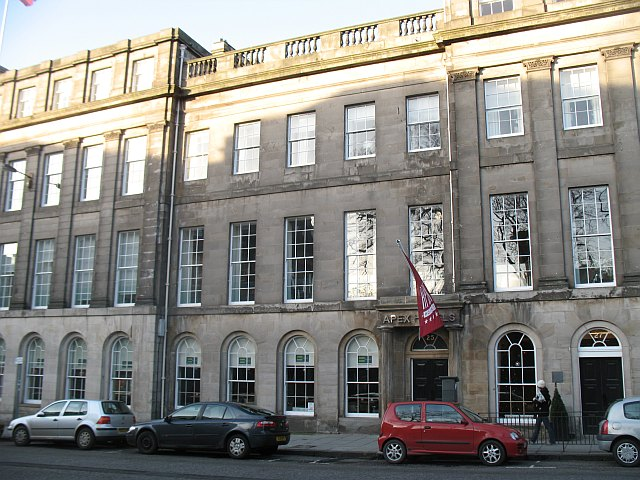
滑铁卢酒店

滑铁卢酒店（英語：The Waterloo Hotel）是苏格兰首府爱丁堡的一个历史悠久的酒店，位于滑铁卢坊（Waterloo Place）。它是爱丁堡第一个大规模的专门酒店。
这是一座A类登录建筑，乔治式建筑风格，由苏格兰建筑师Archibald Elliot（1761-1823）设计，建于1815-1819年。它设有50个房间，1个咖啡室、3个餐厅和1个大舞厅（80乘40英尺（24乘12））。1970年代，舞厅被拆除，但其天花板的窗户仍保存在该建筑的8楼。